# Brachioteuthis behnii
Brachioteuthis behnii är en bläckfiskart som först beskrevs av Japetus Steenstrup 1882.  Brachioteuthis behnii ingår i släktet Brachioteuthis och familjen Brachioteuthidae. Inga underarter finns listade i Catalogue of Life.